# Dove sono

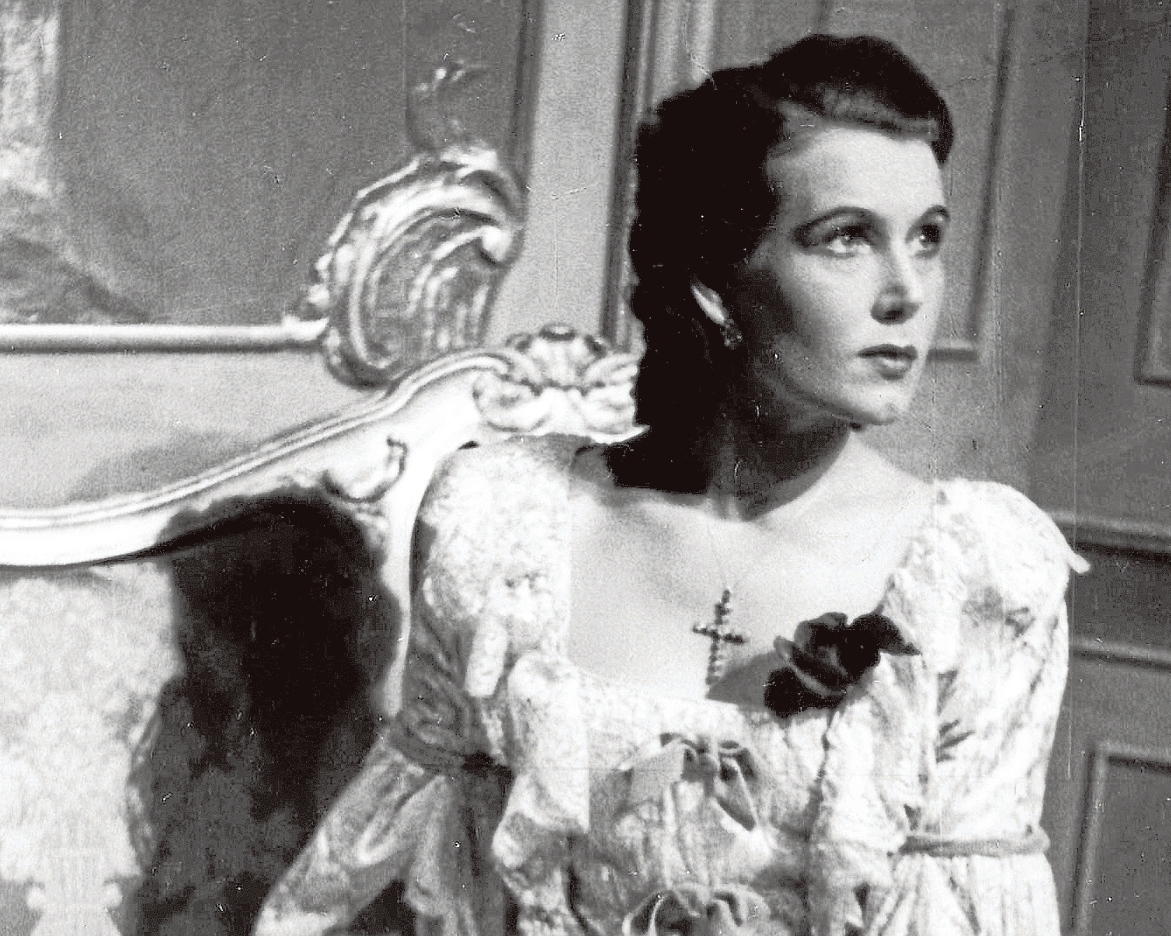
Aulikki Rautawaara w roli Hrabiny Rozyny

E Susanna non vien... Dove sono lub Dove sono i bei momenti – recytatyw i aria z III aktu opery Wesele Figara, z muzyką skomponowaną przez Wolfganga A. Mozarta i tekstem w języku włoskim autorstwa Lorenza Da Pontego. Przypisane do roli hrabiny Rozyny (typ głosu: sopran).

## Umiejscowienie w operze
W weselnym dniu Figara i Zuzanny w zamku Almavivy dzieje się naprawdę dużo. Jednak wszystko kręci się głównie wokół zdrad i miłostek samego hrabiego.
Hrabina Rozyna, żona Almavivy i jej pokojówka Zuzanna przyszła żona hrabiowskiego lokaja Figara obmyślają sprytny plan mający zdyskredytować wielmożę, ale wymaga on dużej lojalności od młodej służącej. Zuzanna udała się właśnie do hrabiego niby to po sole trzeźwiące dla swojej pani, a faktycznie, żeby zbadać sytuację i rozbudzając żądze Almavivy równocześnie zacząć usypiać czujność szlachcica. Ten ma też rozstrzygnąć spór Figara i Marceliny, o sporą sumę pieniędzy jaką Figaro jest winien niemłodej już guwernantce i gdzie zabezpieczeniem Marceliny jest obietnica poślubienia jej przez Figara w przypadku niemożliwości spłaty tego długu. W czasie procesu okazuje się to jednak niemożliwe, gdyż młody lokaj przedstawia rzekome dowody na to, że jego rodzicami są ludzie szlachetnie urodzeni i wyposażyli go, w niemowlęctwie uprowadzonego z zamku przez zbójców, w haftowane poduszki i kosztowności. Wówczas też i Marcelina rozpoznaje w nim swojego zaginionego syna, owoc dawnej jej miłości z doktorem Bartolo. Zuzanna, która jedynie na krótko zdążyła być w tym czasie u hrabiny, zjawia się z pieniędzmi na spłatę długu dla Figara i początkowo, po swoim wejściu, jest zdezorientowana tym, że jej przyszły mąż ściska się z Marceliną. Sytuacja po dłuższej chwili się wyjaśnia i wraz z ukochanym oraz jego odnalezionymi w tych niecodziennych okolicznościach rodzicami wspólnie cieszy się z takiego obrotu sprawy.

### Recytatyw i aria
Czas płynie i zniecierpliwiona pani domu czeka na swoją służącą, ale Zuzanna nadal nie przychodzi. Kobieta wspomina też piękne chwile spędzane dawniej wraz z mężem. Zastanawia się równocześnie dlaczego tak bardzo zmieniło się jej małżeństwo. Chciałaby i jest w stanie zrobić wszystko, skoro nadal kocha niewdzięcznika, ale zostaje jej już tylko odległa nadzieja.
Światowa prapremiera opery miała miejsce w Wiedniu 1 maja 1786. Rolę hrabiny Rozyny śpiewała wówczas Luisa Laschi.